# Castelo de Arundel
O Castelo de Arundel é um castelo medieval restaurado e remodelado, situado em Arundel, West Sussex, Inglaterra. Foi fundado por Roger de Montgomery no século XI. O castelo sofreu danos durante a Guerra Civil Inglesa e foi posteriormente restaurado no século XVIII e no início do século XIX por Charles Howard, 11.º Duque de Norfolk. Novas obras de restauro e embelezamento foram realizadas a partir da década de 1890 por Charles Alban Buckler, ao serviço do 15.º Duque.
Desde o século XI, o castelo tem sido a residência dos Condes de Arundel e dos Duques de Norfolk. Está classificado como edifício de Grau I.

## História
A estrutura original consistia num castelo do tipo motte-and-bailey. Roger de Montgomery foi declarado o primeiro Conde de Arundel, ao receber a propriedade por concessão régia, como parte de um pacote muito mais vasto que incluía centenas de senhorios. Roger, primo de Guilherme, o Conquistador, permanecera na Normandia para manter a ordem durante a ausência de Guilherme em Inglaterra. Foi recompensado pela sua lealdade com vastas propriedades nas Welsh Marches e por todo o país, incluindo um quinto do condado de Sussex (o Rape de Arundel). Iniciou a construção do Castelo de Arundel por volta de 1067.
Entre 1101 e 1102, o castelo foi sitiado pelas forças de Henrique I, após o seu detentor, Roberto de Bellême, se ter rebelado. O cerco terminou com a rendição do castelo ao Rei. Posteriormente, o castelo passou para a posse de Adeliza de Lovaina (anteriormente casada com Henrique I) e do seu esposo, William d'Aubigny. A Imperatriz Matilde permaneceu no castelo em 1139. A propriedade manteve-se na linha dos d'Aubigny até à morte de Hugh d'Aubigny, 5.º Conde de Arundel, em 1243. John Fitzalan herdou então, jure matris, o castelo e o senhorio de Arundel, pelo que, segundo a “admissão” de Henrique VI em 1433, veio a ser considerado retrospetivamente como tendo sido de jure Conde de Arundel.
A linha masculina dos FitzAlan extinguiu-se com a morte de Henry Fitzalan, 12.º Conde de Arundel, cuja filha e herdeira, Mary FitzAlan, casou em 1555 com Thomas Howard, 4.º Duque de Norfolk, passando o castelo e o condado para os descendentes deste casal.
Em 1643, durante a Primeira Guerra Civil Inglesa, o castelo foi cercado. Os 800 monárquicos que se encontravam no seu interior renderam-se ao fim de 18 dias. Posteriormente, em 1653, o Parlamento ordenou a demolição parcial do castelo; no entanto, é provável que os danos causados pelas intempéries tenham sido mais significativos.
Embora o castelo tenha permanecido na posse da família Howard ao longo dos séculos seguintes, nunca foi a sua residência preferida, tendo os vários Duques de Norfolk dedicado o seu tempo e recursos a melhorar outras propriedades ducais, incluindo a Norfolk House, em Londres. Charles Howard, 11.º Duque de Norfolk, destacou-se pelas obras de restauro e melhorias no castelo, iniciadas em 1787. A falsa ruína (folly) que ainda hoje se ergue na colina acima do Lago Swanbourne foi encomendada pelo duque e construída por Francis Hiorne nessa época.
Em 1846, a Rainha Vitória e o seu marido, o Príncipe Alberto, visitaram o Castelo de Arundel durante três dias. Henry Howard, 13.º Duque de Norfolk, procedeu a uma remodelação interior do castelo a tempo da visita real. A firma de arquitectura responsável pelo desenho do mobiliário chamava-se Morant. As obras incluíram um conjunto de seis salas, construídas no segundo piso da ala sudeste naquela época.
Após a visita real de 1846, o 15.º Duque iniciou uma nova campanha de reconstrução do castelo, entre 1875 e 1905. As obras, realizadas segundo os projectos de Charles Alban Buckler e levadas a cabo pela firma Rattee and Kett, de Cambridge, foram concluídas no final do século XIX. O 16.º Duque tencionava doar o castelo ao Fundo Nacional para Locais de Interesse Histórico ou Beleza Natural, mas, após a sua morte em 1975, o 17.º Duque anulou esse plano. Criou, em alternativa, uma fundação de caridade independente para garantir o futuro do castelo e supervisionou trabalhos de restauro.
Os jardins receberam melhorias significativas no início de 2020, graças aos esforços do jardineiro-chefe Martin Duncan e da sua equipa. Horticultor e paisagista, Duncan trabalha no castelo desde 2009; em 2018, foi distinguido com a Medalha da Kew Guild. Segundo um artigo publicado pela Country Life em abril de 2020, os jardineiros e voluntários “operaram verdadeiros milagres com plantações arrojadas e inovadoras”. Os seus esforços mais recentes resultaram na criação de um jardim aquático silvestre em torno dos antigos tanques do convento medieval.

## O Jardim do Conde Colecionador
Concebido por Isabel e Julian Bannerman, o Jardim do Conde Colecionador foi inaugurado em 2008 pelo então Príncipe de Gales, Carlos, como homenagem a Thomas Howard, 14.º Conde de Arundel, conhecido como «O Colecionador». A peça central do jardim, o Palácio de Oberon, é um pavilhão que inclui uma gruta revestida de conchas e uma fonte que sustenta uma coroa dourada quando a água jorra.

## Críquete
O campo de críquete nos terrenos do castelo tem acolhido, desde 1895, partidas que envolvem equipas desde jovens locais até selecções internacionais.

## Eventos de relevo
- Casamento do futuro Henrique IV de Inglaterra e Maria de Bohun (1380);[20]
- Visita da Rainha Victória e do Príncipe Alberto (1846);[4]
- Em Maio de 2021, ladrões roubaram quatro milhões de euros em objetos de ouro e prata, incluindo o rosário que Maria da Escócia usou quando foi decapitada.[21]

## Local de filmagem
O Castelo de Arundel tem sido utilizado como local de filmagem para várias produções televisivas e cinematográficas. A BBC filmou extensivamente no castelo e nos seus terrenos em 1988 para a série Doctor Who: Silver Nemesis, onde o castelo serviu de substituto para o Castelo de Windsor. Também desempenhou este papel no filme de 1994, The Madness of King George. O Castelo de Arundel foi igualmente utilizado como local de filmagem para o filme The Young Victoria (2009) e para o filme Wonder Woman (2017).

## Na literatura
Na obra épica Morte d’Arthur, de Thomas Malory, o Castelo de Arundel é o castelo de Anglides, mãe de Alisander le Orphelin.